# Megascolia
Genre
Megascolia est un genre de guêpes solitaires, de la famille des Scoliidae et de la tribu des Scoliini.

## Historique et dénomination
Le genre a été décrit en 1928 par l’entomologiste hollandais Johan George Betrem (nl) (1899-1980).

### Synonymie
- Triscolia Betrem, 1928

## Espèces présentes en Europe
- Megascolia (Regiscolia) bidens (Linneus, 1767)
- Megascolia (Regiscolia) maculata (Drury, 1773)
  - Megascolia (Regiscolia) maculata bischoffi (Micha 1927)
  - Megascolia (Regiscolia) maculata flavifrons (Fabricius 1775)
  - Megascolia (Regiscolia) maculata maculata (Drury 1773)

## Autres espèces (à compléter)
- Megascolia procer (Illiger, 1908)